# Phylloptera famula
Phylloptera famula är en insektsart som beskrevs av Brunner von Wattenwyl 1878. Phylloptera famula ingår i släktet Phylloptera och familjen vårtbitare. Inga underarter finns listade i Catalogue of Life.